# Claude Bourgelat
Claude Bourgelat [burżöla], (ur. 27 marca 1712 w Lyonie, zm. 3 stycznia 1779 w Paryżu) – lekarz weterynarii i hipolog francuski. Początkowo kierował akademią jeździecką w Lyonie. W 1761 roku założył pierwszą w Europie Wyższą Szkołę Weterynarii w Lyonie.

## Życiorys
W 1765 powołany został na dyrektora drugiej Szkoły Weterynarii w Alfort. Uznawany jest za twórcę nowoczesnej weterynarii, prowadził również badania naukowe z dziedziny anatomii i hipologii. Był członkiem Francuskiej Akademii Nauk i Pruskiej Akademii Nauk.

## Wybrane dzieła
- Éléments d'hippiatrique (1750)
- L'art vétérinaire (1761)
- Éléments de l'art vétérinaire (1765)
- Anatomie comparée du cheval, du bœuf et du mouton (1766)